# Eugene Zador
Eugene Zador, né Jenő Zádor le 5 novembre 1894 à Bátaszék et mort le 4 avril 1977 à Hollywood, est un compositeur hongrois naturalisé américain.

## Biographie
Il étudie aux conservatoires de Vienne, puis Leipzig, y recevant notamment l'enseignement du contrepoint par Max Reger. Il est critique musical de 1915 à 1920, tout en complétant son doctorat en musicologie avec la thèse Nature et forme du poème symphonique, de Liszt à Strauss. Dès 1921, il devient professeur de composition dans les conservatoires de Vienne, puis Budapest.
Composée en 1919, sa première grande pièce orchestrale, Variations sur une chanson populaire hongroise, est suffisamment bien accueillie pour être jouée par rien moins que Wilhelm Furtwängler, à la tête de l'Orchestre philharmonique de Berlin en 1928. Zador est honoré en 1934 du Prix national hongrois pour son Quintette pour Piano. Dès 1935, de grands chefs d'orchestre, tels Leopold Stokowski, Eugene Ormandy, Pierre Monteux, George Szell ou John Barbirolli, adoptent ses œuvres à leur répertoire. On peut notamment citer le Caprice hongrois (1933), marqué par l'influence de Richard Strauss. Compositeur prolifique dans le domaine orchestral tout au long de sa vie, Zador se distingue aussi avec la création de douze opéras. Son premier grand succès dans le domaine lyrique intervient avec Asra en 1936. Dans le même temps, il entretient une correspondance régulière avec son aîné Béla Bartók, qu'il admire. Zador est également proche du chef d'orchestre et musicologue suisse Ernest Ansermet, qui sera son témoin de mariage.
En 1939, il émigre aux États-Unis pour fuir le régime nazi. Il obtient un emploi au New York College of Music, avant d'être embauché comme compositeur de musique de films par la Metro-Goldwyn-Mayer (M-G-M). Il y assiste anonymement d'autres compositeurs en tant qu'orchestrateur, tel que son compatriote Miklós Rózsa, jusqu'en 1961. Il continue de composer abondamment en dehors du cinéma, notamment quelques concertos pour des instruments aussi insolites que le cymbalum (1969) ou l'accordéon (1971).

## Œuvres

### Opéras
- Diana (1923), créé à l'Opéra d'État hongrois à Budapest
- L'Île des morts (1928), créé à l'Opéra d'État hongrois, d'après Arnold Böcklin
- Le Revisor (1928, révisé en 1971), d'après la comédie de Nicolas Gogol
- Rembrandt pour toujours (1930), en un acte
- Le Réveil de la Belle au bois dormant (1931), en un acte
- Asra (1936), en trois actes
- Christophe Colomb (8 octobre 1939), créé en version de concert par l'Orchestre symphonique de la NBC dirigé par Ernö Rapée, d'après la pièce de l'empereur François-Joseph
- La Vierge et le faon (24 octobre 1964)
- La Chaise magique (1966)
- The Scarlet Mill (1968)
- Yehu, a Christmas Legend (1974)

### Ballets
- Maschinenmensch
- Jury

### Musique orchestrale
- Jugendsymphonie (1911)
- Bánk bán (1918), poème symphonique composé d'après la pièce de József Katona
- Variations sur une chanson populaire hongroise (1919)
- Rapsodie pour grand orchestre (1930)
- Kammerkonzert (1931)
- Sinfonia technica (26 mai 1932), créé à Paris par l'Orchestre Lamoureux, sous la direction d'Ivan Boutnikoff
- Rondo pour orchestre (1933)
- Caprice hongrois (1933), créé par l'Orchestre philharmonique de Budapest, sous la direction de Carl Schuricht
- Dance Symphony (1936)
- Csárdás Rhapsody (1939)
- Children’s Symphony (1941, révisée en 1960)
- Tarantelle - Scherzo (1942)
- Tarantelle - Pastorale (1942)
- Triptyque biblique (décembre 1943), créé par l'Orchestre symphonique de Chicago, dédié à Thomas Mann
- Divertimento pour cordes (1954)
- Elegie and Dance (1954), créé par l'Orchestre philharmonique de Los Angeles, sous la direction d'Alfred Wallenstein
- Fugue Fantasia (1958)
- Plains of Hungary (1960)
- A Christmas Overture (1961)
- Rapsodie pour orchestre (1961), créé par l'Orchestre philharmonique de Los Angeles, sous la direction de László Somogyi, dédiée à Miklós Rózsa
- In Memoriam (1962)
- Festival Overture (1963)
- Variations sur un thème joyeux (1964)
- Dance Overture (1965)
- Concerto pour trombone (20 juillet 1967), créé par l'Orchestre symphonique de Detroit, sous la direction de Sixten Ehrling
- Rapsodie pour cimbalom et orchestre (1969)
- Etudes pour orchestre (1970), créé par l'Orchestre symphonique de Detroit, sous la direction de Sixten Ehrling
- Musique pour clarinette et cordes (1970)
- Fantasia Hungarica (1970)
- Concerto pour accordéon (1975)
- Concerto pour hautbois (1975)

### Musique de chambre
- Quintette pour piano (1934)
- Quintette pour vents (1972)
- Quintette pour cuivres (1973)